# Последипломско образовање
Последипломско или постдипломско образовање је образовање које се спроводи после високог образовања током ког су студенти стекли диплому основних академских студија.